# ペティーナ
ペティーナ（伊: Petina）は、イタリア共和国カンパニア州サレルノ県にある、人口約1,100人の基礎自治体（コムーネ）。

## 地理

### 位置・広がり

#### 隣接コムーネ
隣接するコムーネは以下の通り。
- アウレッタ
- コルレート・モンフォルテ
- オッターティ
- サンタンジェロ・ア・ファザネッラ
- シチニャーノ・デッリ・アルブルニ